# Findia atrolutea
Genre
Espèce
Findia atrolutea, unique représentant du genre Findia, est une espèce d'opilions laniatores de la famille des Assamiidae.

## Distribution
Cette espèce se rencontre au Congo-Brazzaville et au Congo-Kinshasa.

## Description
Le mâle holotype mesure 4 mm.

## Publication originale
- Roewer, 1915 : « 106 neue Opilioniden. » Archiv für Naturgeschichte, vol. 81, no 3, p. 1–152 (texte intégral).